# Staroshcherbinóvskaya
Staroshcherbinóvskaya (del ruso: Старощербино́вская) es una stanitsa, centro administrativo del raión de Shcherbínovski del krai de Krasnodar, en Rusia. Está situada en la orilla izquierda del río Yeya (en las marismas del limán Yeiski), 178 km al norte de Krasnodar, la capital del krai. Tenía 18 010 habitantes en 2010.
Es cabeza del municipio Staroshcherbinóvskoye.

## Historia
La localidad fue fundada en el año 1794 como uno de los primeros cuarenta asentamientos (kuren) de los cosacos del Mar Negro en el Kubán, con el nombre de kuren Shcherbínovski. El emplazamiento era un lugar estratégico en la desembocadura del Yeya, que ya había defendido la horda de Nogái. En 1801 la localidad contaba con 1 789 habitantes y nueve molinos de viento. Entre 1809 y 1811 llegaron 2 178 inmigrantes de las gubernias de Poltava y Chernígov. El 9 de junio de 1827 pasó a llamarse Staroshcherbínovski por la fundación de Novoshcherbínovskaya.
A principios del siglo XX tenía 9 583 habitantes y se había construido una iglesia, dos escuelas y unos treinta establecimientos comerciales e industriales. En tiempos de la Primera Guerra Mundial la localidad contaba con 17 204 habitantes entre cosacos y forasteros. Hasta 1920 pertenecía al otdel de Yeisk del óblast de Kubán. En 1932-1933 fue incluida en las listas negras de sabotaje en tiempos de la colectivización de la tierra en la Unión Soviética por lo que la población fue represaliada, sometida a hambruna o forzada a emigrar a otras regiones de la URSS, pasando de 22 000 habitantes a 5 000.

## Demografía
| 2002   | 2010   |
| ------ | ------ |
| 18 545 | 18 010 |

### Composición étnica
De los 18 545 habitantes que tenía en 2002, el 94.9 % era de etnia rusa, el 2.2 % era de etnia ucraniana, el 0.8 % era de etnia armenia, el 0.4 % era de etnia bielorrusa, el 0.3 % era de etnia alemana, el 0.2 % era de etnia gitana, el 0.2 % era de etnia tártara, el 0.1 % era de etnia georgiana, el 0.1 % era de etnia adigué, el 0.1 % era de etnia azerí y el 0.1 % era de etnia griega

## Transporte
La stanitsa cuenta con una estación de ferrocarril en la línea que va de Yeisk a Staromínskaya.

## Personalidades
- Piotr Kolesnikov (1907-1996), historiador soviético.